# Kuno Schiefer
Kuno Schiefer (Stuttgart,  25 de maio de 1948 – São José dos Campos, 15 de maio de 1992) foi um pintor alemão e artista gráfico, que viveu e desenvolveu seu trabalho no Brasil. Sua obra inclui pinturas, desenhos e gravuras. Os trabalhos criados no Brasil sofreram uma forte influência da paisagem brasileira. Uma das obras mais conhecidas de Kuno Schiefer é a pintura "Colorido" (1987). É uma grande tela com interpretação abstrata da flora brasileira.

## Biografia
Nasceu em Stuttgart, onde passou a Infância. Em 1963, com 14 anos de idade,  ele veio morar no Brasil com sua família, em São José dos Campos. De 1964 a 1968, ele freqüentou a Escola de Belas Artes de São José dos Campos.
O início de sua carreira artística foi diferente da maioria dos jovens artistas Brasileiros. É comum que os jovens artistas inscrevam seus trabalhos em concursos e prêmios,enviando as obras pelo correio, para que júri faça uma seleção, que é feita todos os anos, em vários estados do Brasil. Normalmente leva muito tempo até que o artista consiga penetrar no mercado de arte. No caso de Kuno, isso aconteceu muito rapidamente, pois foi descoberto e promovido pelo pintor e galerista Victor Arruda. Seu trabalho foi logo mostrado em galerias de São Paulo e Rio de Janeiro, e exposto regularmente desde 1971. A partir de 1985, ele viveu alternadamente em Berlim e no Brasil.
Ele morreu com 43 anos de idade, em São José dos Campos.

### Carreira
As primeiras imagens de Kuno Schiefer mostram detalhes ampliados da realidade em cores fortes e brilhantes. Objetos, um canto da sala de jantar, móveis ou utensílios domésticos tiveram uma nova interpretação, um novo significado na narrativa. Objetos do cotidiano foram mais tarde substituídos por jardins e, finalmente, suas paisagens desenvolvidas para recortes de folhas e flores em primeiro plano. Kuno Schiefer ficou muito tempo fiel a este tipo de pintura, mas depois ele decidiu dividir seus períodos de trabalho entre a Europa e o Brasil. 
Ele era apaixonado pela natureza e pelas cores do Brasil. As primeiras pinturas foram no estilo figurativo, espaços de sua casa e especialmente seu jardim, plantado por ele mesmo.
Em 1980 mudou-se para o Rio de Janeiro. A exuberância da natureza da cidade com sua praias, montanhas e belezas naturais mudou sua vida. Deixou para trás o estilo de vida burguês alemão, em troca de uma vida muito mais leve e despreocupada no Rio de Janeiro, admirando a sensualidade tropical das pessoas. Isso teve grande influência na sua pintura.
Foi nessa época que conheceu o pintor Victor Arruda, que era também sócio na Galeria Saramenha, quem o incentivou a pintar seus grandes quadros, com flores e jardins com muitas cores. Foi um período em que Kuno pintou muitos quadros.
Viajando para Nova York, visitou os grandes museus da cidade, e descobriu novos estilos de pintura. Voltou para Berlim, para onde se mudou em 1985, convivendo com muitos artistas. A volta para Berlim foi um contraste muito grande com o tipo de vida que ele tinha no Brasil. Foi então que fazendo um balanço de vida e do seu trabalho, decidiu  experimentar novos caminhos na pintura. Ele libertou-se da figuração narrativa e sua obra ganhou um ritmo introspectivo, as referências à paisagem passaram a ser subjetivas. Faz exposições em Berlim e em outras capitais da Europa, Japão e Brasil. 
Kuno Schiefer desenvolveu um estilo muito pessoal, baseado nos temas da natureza, pinturas abstratas e muitos coloridas. Ele se manteve distante dos modismos de sua época, sempre fiel ao seu próprio estilo. Faleceu em 1992 na sua casa em São José dos Campos.

## Obras

### Exposições individuais
- 1968 Escola de Belas Artes, São José dos Campos, SP (Ausstellung zum Studienabschluss);
- 1976 TWS Etagengalerie, Stuttgart;
- 1977 Galerie Dezon, Rio de Janeiro, RJ;
- 1977 Galeria do Sol, São Paulo, SP;
- 1977 Galeria VASP, São Paulo, SP (mit Katalogbroschüre);
- 1979 Galeria Murilo Berardo, Recife, PE;
- 1979 Galeria Parnaso, Brasília, DF;
- 1982 Galeria Projecta, São Paulo, SP;
- 1982 Galeria do Sol, São José dos Campos, SP;
- 1983 Galeria Saramenha, Rio de Janeiro, RJ;
- 1984 Galeria Alberto Bonfiglioli, São Paulo, SP;
- 1985 Galeria Ida e Anita, Curitiba, PR;
- 1985 Galerie Redmann, Berlin;
- 1987 Galerie Saramenha, Rio de Janeiro, RJ;
- 1987 Galerie Redmann, Berlin;[1]
- 1987 Galerie Elephas, Friedberg;
- 1988 AKZO, Arnhem, Niederlande;
- 1988 Galerie Art Forum, Hannover;
- 1989 Galeria Saramenha, Rio de Janeiro, RJ.

### Exposições coletivas
- 1973 Bienal de Santos, Santos, SP;
- 1978 18. Arte e Pensamento Ecológico, Biblioteca Euclides da Cunha, Rio de Janeiro;
- 1979 1. Salão Nacional de Artes Plásticas (SNAP), Rio de Janeiro, RJ;
- 1979 4. Exposição de Belas Artes Brasil-Japão, mit Ausstellungen in Tokyo, São Paulo und Rio de Janeiro;
- 1980 1. Salão Paulista de Artes Plásticas e Visuais, São Paulo, SP;
- 1980 37. Salão Paranaense, Teatro Guaíra, Curitiba, PR;
- 1980 4. Salão de Artes de Pelotas, Pelotas, RS;
- 1981 34. Salão de Artes Plásticas de Pernambuco, Museu de Estado de Pernambuco (MEPE), Recife, PE;
- 1981 5. Exposição de Belas Artes Brasil-Japão, mit Ausstellungen in Japan, São Paulo und Rio de Janeiro;
- 1987 5. Salão Paulista de Arte Contemporânea, Pinacoteca do Estado de São Paulo, São Paulo;[2]
- 1988 Workshop Berlim, Museu de Arte de São Paulo (MASP), São Paulo, SP;
- 1992 1. A Caminho de Niterói: Coleção João Sattamini, Paço Imperial, Rio de Janeiro, RJ;
- 2005 Museu de Arte Brasileira da Fundação Armando Álvares Penteado (MAB), São Paulo, SP.[3]

## Livros
- Kuno Schiefer: A Pintura. Entrevistas de Casimiro Xavier de Mendonça com Victor Andre Pinto de Arruda ... fotografias por Ingo Taubhorn. Galeria Saramenha, Rio de Janeiro, 1989, ISBN 85-85273-01-1. Texto em inglês e português, bibliografia, p. 115-116.
- Walmir Ayala: Dicionário de Pintores Brasileiros. 2. edição expandida. Ed. UFPR, Curitiba 1997. ISBN 85-7335-021-0 , S. 122
- Kuno Schiefer: 10 anos galeria Redmann. Texto: Hans Redmann e Outros Galeria Redmann, Berlim, 1987, ISBN 3-925568-09-3 .